# Donald Cook
Donald Cook (ur. 26 września 1901, zm. 1 października 1961) – amerykański aktor filmowy i telewizyjny.

## Filmografia
seriale
- 1948: The Philco Television Playhouse
- 1951: Goodyear Television Playhouse
- 1959: Too Young to Go Steady jako Tom Blake

film
- 1930: Roseland
- 1931: Wróg publiczny nr 1 jako Mike Powers
- 1932: Człowiek, który grał Boga jako Harold Van Adam
- 1933: Baby Face jako Stevens
- 1934: The Ninth Guest jako Jim Daley
- 1936: Statek komediantów jako Steve Baker
- 1937: Circus Girl jako Charles Jerome
- 1944: Murder in the Blue Room jako Steve Randall
- 1950: Our Very Own jako Fred Macaulay

## Wyróżnienia
Posiada swoją gwiazdę na Hollywoodzkiej Alei Gwiazd.